# Kanegasaki
Kanegasaki (金ケ崎町?) è una cittadina giapponese della prefettura di Iwate.